# 오사카부 제16구
오사카부 제16구(大阪府 第16区)는 일본의 중의원 선거구이다. 1994년 공직선거법으로 신설되었다.

## 신설
- 사카이시
  - 사카이구
  - 히가시구
  - 기타구

## 역대 중의원 의원
- 키타가와 가즈오 (소속정당: 신진당 → 공명당, 임기: 1996년 ~ 2009년, 2012년 ~ 현재)
- 모리야마 히로유키 (소속정당: 민주당 → 민진당 → 입헌민주당, 임기: 2009년 ~ 2012년, 2017년 ~ 현재)